# Aichach
Aichach település Németországban, azon belül Bajorországban. Lakosainak száma 22 222 fő (2023. december 31.).

## Népesség
A település népessége az elmúlt években az alábbi módon változott:
| Lakosok száma | 2218 | 3675 | 13 440 | 20 866 | 20 354 | 20 560 | 21 050 | 21 169 | 21 515 | 22 222 |
|               | 1864 | 1925 | 1970   | 2010   | 2012   | 2013   | 2015   | 2017   | 2021   | 2023   |

## Testvérváros
- Gödöllő (2006)